# دلفين غويانا
دلفين غويانا (الاسم العلمي: Sotalia guianensis) هو نوع من الحيتانيات، يتبع جنس سوتالية.